# Henry T. Mayo

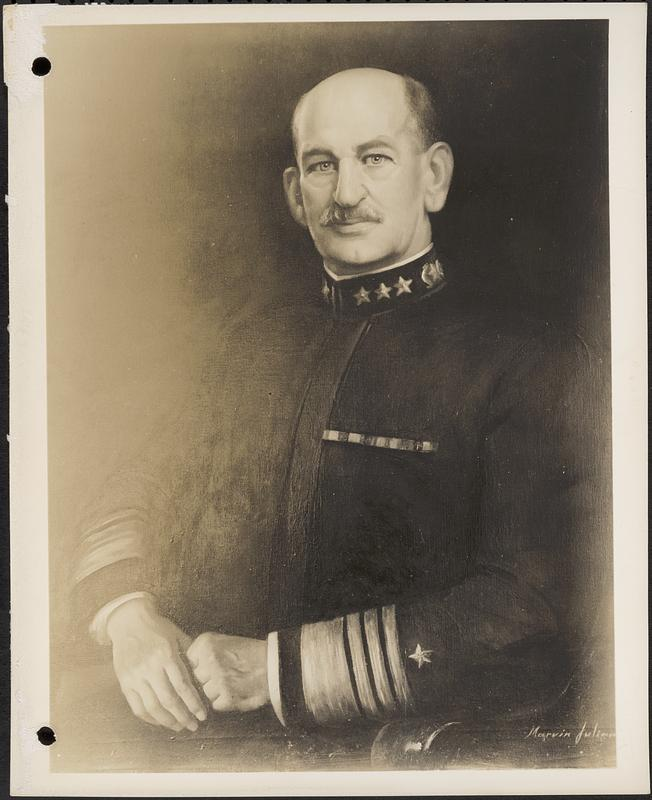
Admiral Henry T. Mayo

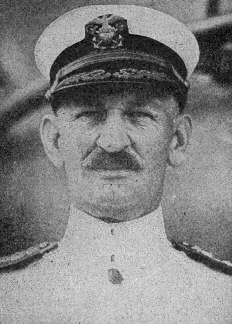
Admiral Henry Thomas Mayo

Henry Thomas Mayo (* 8. Dezember 1856 in Burlington, Vermont; † 23. Februar 1937 in Portsmouth, New Hampshire) war ein US-amerikanischer Seeoffizier der US Navy, der unter anderem zwischen 1916 und 1919 Oberkommandierender der US-Atlantikflotte (Commander in Chief, US Atlantic Fleet) war.

## Leben

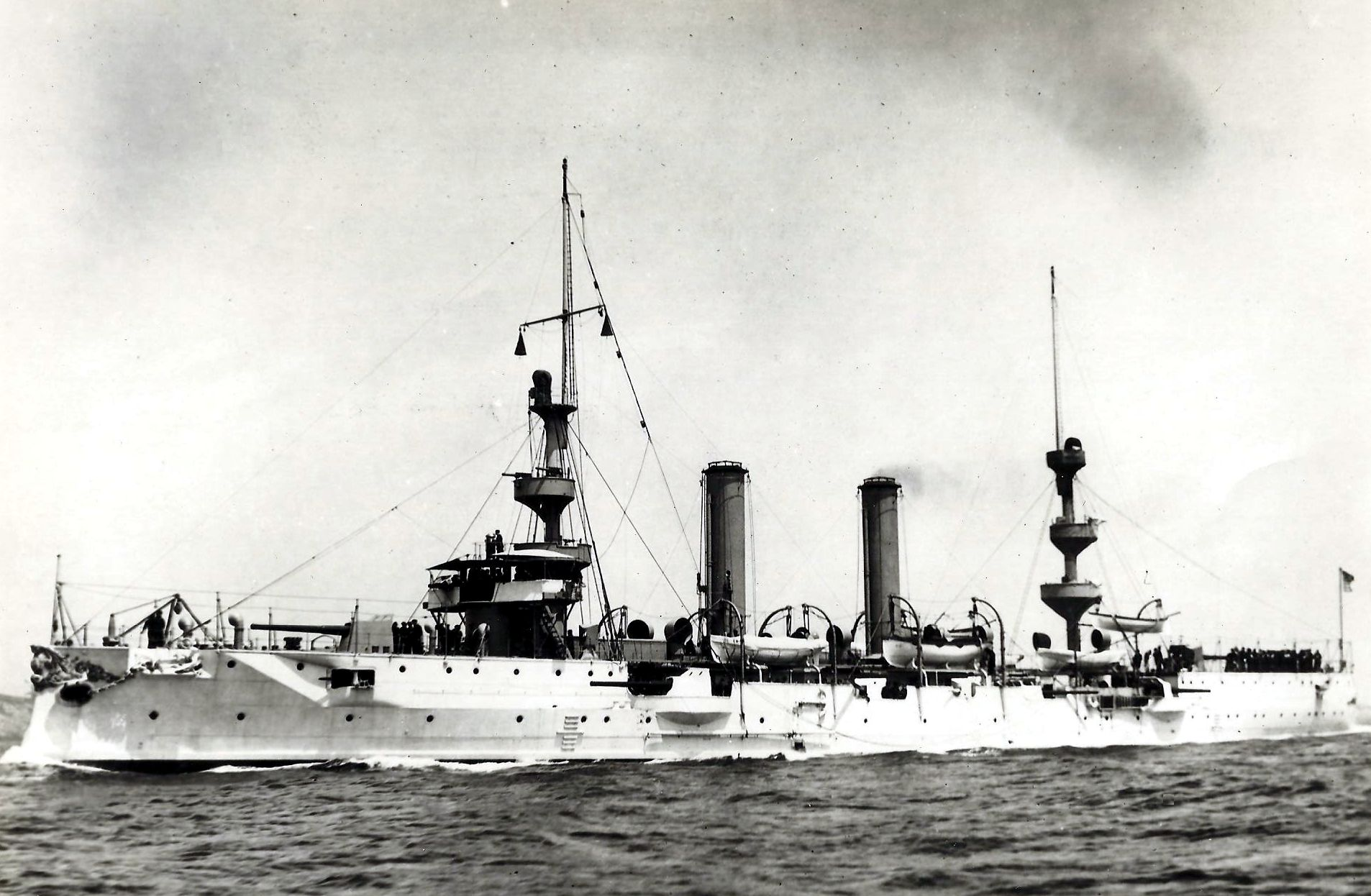
Mayo war zwischen 1905 und 1907 Kommandant des Geschützten Kreuzers Albany.

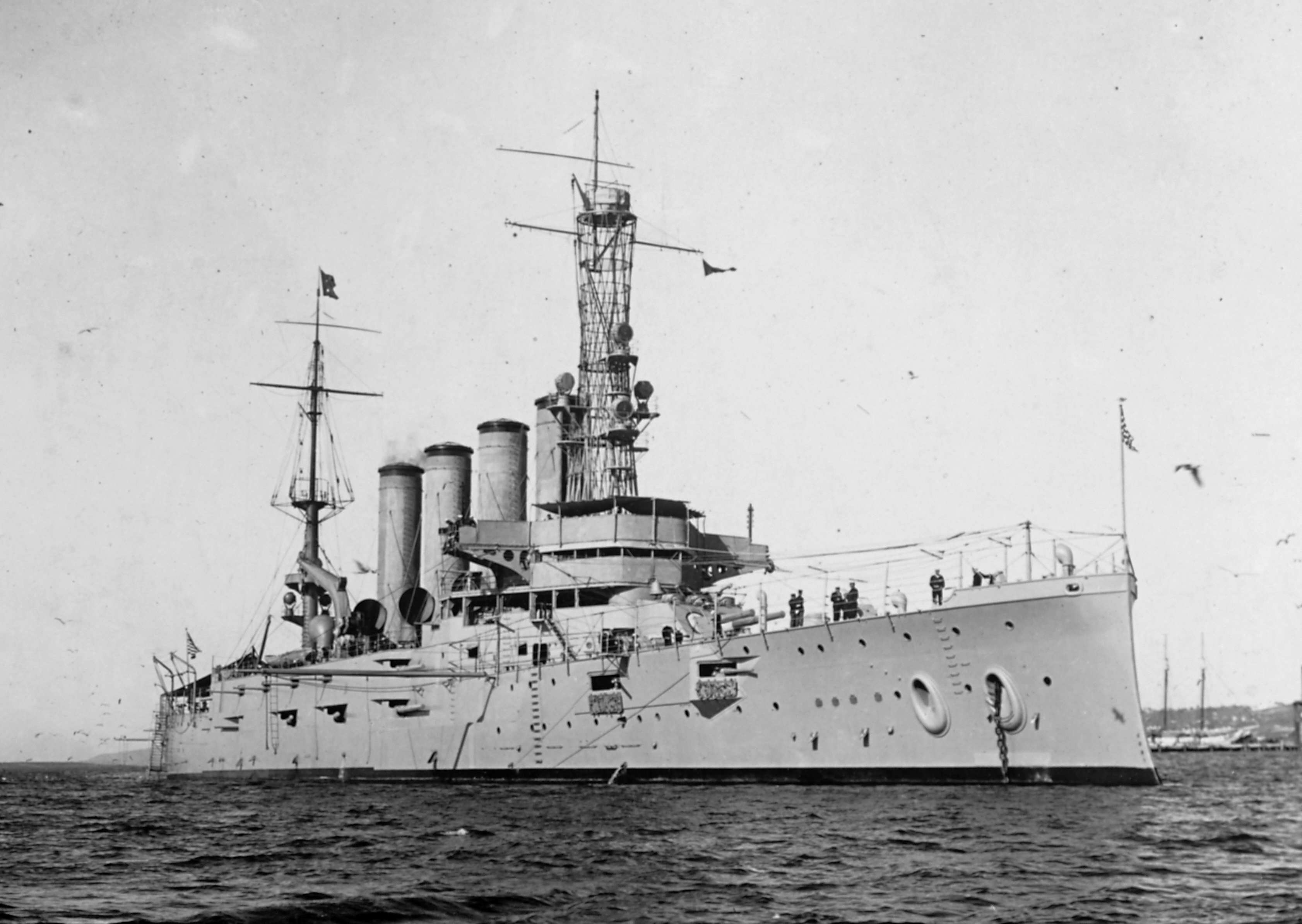
Mayo fungierte zudem von 1909 bis 1910 Kommandant des Geschützten Kreuzers California.

Henry Thomas Mayo absolvierte nach dem Schulbesuch eine Ausbildung zum Seeoffizier an der US Naval Academy in Annapolis, die er 1876 abschloss. Er war zwischen 1879 und 1895 für einen Zeitraum von neun Jahren auf den Küstenvermessungsschiffen Earnest und Eagre im Einsatz. Während des Spanisch-Amerikanischen Krieges (23. April bis 12. August 1898) war er zunächst Navigationsoffizier und daraufhin stellvertretender Kommandant (Executive Officer) des Kanonenbootes Bennington bei der Vermessung des zukünftigen Marinestützpunktes Pearl Harbor.
Nach weiteren Verwendungen war er unter anderem zwischen 1905 und 1907 Kommandant des Geschützten Kreuzers Albany sowie von 1909 bis 1910 Kommandant des Geschützten Kreuzers California, ehe er zwischen 1911 und 1913 Kommandant des Mare Island Naval Shipyard war, der ersten Werft der US Navy an der Pazifikküste.
Nach seiner Beförderung zum Konteradmiral (Rear Admiral) im April 1913 wurde er Kommandeur der 4. Division der Atlantikflotte mit dem Schlachtschiff Connecticut als Flaggschiff. Als Kommandeur von US-Schiffen in Tampico, Mexiko, forderte und erhielt Mayo eine Entschuldigung von der mexikanischen Regierung und 21 Salutschüsse für die US-Flagge, nachdem am 9. April 1914 ein US-Offizier und dessen Besatzung an einem Kai in Tampico ungerechtfertigt festgenommen worden waren. Der Tampico-Zwischenfall ereignete sich in einer Zeit schwerer diplomatischer Spannungen zwischen den Vereinigten Staaten und Mexiko und trug zur Besetzung von Vera Cruz durch die USA bei.
Am 6. Juni 1915 wurde Mayo zum Vizeadmiral (Vice Admiral) befördert und zum stellvertretenden Oberkommandierenden der Atlantikflotte und damit zum Vertreter von Admiral Frank Friday Fletcher ernannt. Am 19. Juni 1916 übernahm er als Nachfolger von Admiral Fletcher selbst den Posten als Oberkommandierender der US-Atlantikflotte (Commander in Chief, US Atlantic Fleet). Er war bis zu seiner Ablösung durch Admiral Henry B. Wilson im Juli 1919 und damit auch nach dem Kriegseintritt der Vereinigten Staaten in den Ersten Weltkrieg im April 1917 Kommandeur aller US-amerikanischen Kriegsschiffe im Atlantischen Ozean und den europäischen Gewässern. Für seine Verdienste während des Krieges wurde mit der Navy Distinguished Service Medal ausgezeichnet.
Anstatt im gesetzlichen Alter von 64 Jahren in den Ruhestand zu gehen, war Mayo bis zum 28. Februar 1921 Mitglied des Allgemeinen Marineausschusses (Navy General Board) und ging dann auf eigenen Wunsch in den Ruhestand. Danach war er noch von 1921 bis 1924 Gouverneur des Philadelphia Naval Home, eines Seniorenheims für ehemalige Marineangehörige. Ihm zu Ehren wurde der Zerstörer Mayo sowie der Truppentransporter Admiral H. T. Mayo benannt. Nach seinem Tode wurde er auf dem Lakeview Cemetery in seiner Geburtsstadt Burlington beigesetzt.

## Auszeichnungen
Auswahl der Dekorationen, sortiert in Anlehnung der Order of Precedence of Military Awards:
- Navy Distinguished Service Medal